# إميليو كاستيلو
إميليو كاستيلو (بالإنجليزية: Emilio Castillo)‏ هو ملحن أمريكي، ولد في 24 سبتمبر 1950 في ديترويت في الولايات المتحدة.